# Liste des distinctions des Simpson
La série animée Les Simpson s'est vue gratifier de nombreuses récompenses ; en 2023, elle comptabilise plus de trois cents trente prix dont cent vingt-quatre trophées.
Seuls les trophées sont présentés et non les nominations : 

## ASCAP Film and Television Music Awards
- 1995 : ASCAP Award à Alf Clausen Meilleure musique de série télévisée
- 1996 : ASCAP Award à Alf Clausen Meilleure musique de série télévisée
- 1997 : ASCAP Award à Alf Clausen Reconnaissance Spéciale pour la chanson ; We Put the Spring in Springfield de l'épisode Bart chez les dames (Bart After Dark)
- 2001 : ASCAP Award à Alf Clausen Meilleure musique de série télévisée
- 2002 : ASCAP Award à Alf Clausen Meilleure musique de série télévisée
- 2003 : ASCAP Award à Alf Clausen Meilleure musique de série télévisée
- 2004 : ASCAP Award à Alf Clausen Meilleure musique de série télévisée

## Académie des films de science-fiction, fantastique et horreur,États-Unis d'Amérique
- 1993 : Saturn Award de la meilleure série de genre télévisée

## American Cinema Foundation,États-Unis d'Amérique
- 1996 : E Pluribus Unum Award de la série télévisée, catégorie comédie

## American Comedy Awards,États-Unis d'Amérique
- 2001 : American Comedy Award de la plus amusante série télévisée, catégorie animation

## Annie Award
- 1992 : Annie du meilleur programme animé télévisé
- 1993 : Annie du meilleur programme animé télévisé
- 1994 : Annie du meilleur programme animé télévisé
- 1995 : Annie
  - du meilleur programme animé télévisé
  - de la voix dans le champ de l'animation à Nancy Cartwright pour la voix de Bart Simpson
- 1996 : Annie du meilleur programme animé télévisé
- 1997 : Annie
  - du meilleur programme télévisé animé
  - du meilleur achèvement individuel, catégorie direction d'une production télévisée à Mike B. Anderson pour l'épisode La Phobie d'Homer (Homer's Phobia)
  - du meilleur achèvement individuel, catégorie musique d'une production télévisée à Alf Clausen
  - du meilleur achèvement individuel, catégorie production d'une production télévisée à Al Jean et Mike Reiss pour l'épisode (Aux frontières du réel (The Springfield Files)
- 1998 : Annie
  - de l'excellent achèvement d'un programme télévisé animé en première partie de soirée ou en nuit
  - de l'excellent achèvement individuel pour la réalisation d'une production télévisée animée à Jim Reardon pour l'épisode Vive les éboueurs (Trash of the Titans)
  - de l'excellent achèvement individuel pour la musique d'une production télévisée animée à Alf Clausen (musique) et Ken Keeler (paroles) pour la chanson You're Checkin' In dans l'épisode Homer contre New York (The City of New York Vs. Homer Simpson)
- 1999 : Annie
  - de l'excellent achèvement d'un programme animé télévisé
  - de l'excellent achèvement individuel pour le scénario d'une production animée télévisée à Tim Long, Larry Doyle et Matt Selman pour l'épisode Les Simpson dans la Bible (Simpsons Bible Stories)
- 2000 : Annie
  - de l'excellent achèvement d'un programme télévisé animé en première partie de soirée ou en nuit
  - de l'excellent achèvement individuel pour la musique d'une production animée télévisée à Alf Clausen (musique) pour l'épisode Derrière les rires (Behind the Laughter).
- 2001 : Annie de l'excellent achèvement d'un programme télévisé animé en première partie de soirée ou en nuit
- 2003 : Annie de l'excellent achèvement d'un programme télévisé animé
- 2004 : Annie
  - de l'excellent achèvement d'une production animée télévisée
  - de l'excellente réalisation d'une production animée télévisée à Steven Dean Moore pour l'épisode La Guerre pour les étoiles (Scuse Me While I Miss The Sky)
  - de l'excellente musique d'une production animée télévisée à Alf Clausen, Ian Maxtone-Graham et Ken Keeler pour l'épisode Le Tube qui tue (Dude, Where's My Ranch?)
  - de l'excellent scénario d'une production animée télévisée à Matthew Warburton pour l'épisode Le Gay Pied (Three Gays of the Condo)
- 2007 : Annie
  - du meilleur film d'animation pour Les Simpson, le film
  - de l'excellente réalisation de film d'animation pour Les Simpson, le film à David Silverman- Réalisateur
  - de la meilleure musique pour une série animée dans l'épisode La Chorale des péquenots (Yokel Chords) à Alf Clausen & Michael Price
  - du meilleur doublage pour un film d'animation dans Les Simpson, le film à Julie Kavner
  - du meilleur scénario pour un film d'animation dans Les Simpson, le film à James L. Brooks, Matt Groening, Al Jean, Ian Maxtone-Graham, George Meyer, David Mirkin, Mike Reiss, Mike Scully, Matt Selman, John Swartzwelder & Jon Vitti
  - du meilleur scénario pour une série animée dans l'épisode 24 Minutes

## BMI Film & TV Awards
- 1996 : BMI TV Music Award à Danny Elfman
- 1998 : BMI TV Music Award à Danny Elfman
- 2003 : BMI TV Music Award à Danny Elfman

## British Comedy Awards
- 2000 : British Comedy Awards pour la meilleure comédie de show télévisé international
- 2002 : British Comedy Awards pour la meilleure comédie de show télévisé international
- 2004 : British Comedy Awards: 
  - Pour la meilleure comédie de show télévisé international
  - Prix de la meilleure contribution attribué à Matt Groening
- 2005 : British Comedy Awards pour la meilleure comédie de show télévisé international
- 2007 : British Comedy Awards:
  - Pour la meilleure comédie de show télévisé international
  - Pour le meilleur film de sa catégorie - Comédie

## CINE Competition
- 2000 (automne) : CINE Golden Eagle catégorie animation pour l'épisode Simpson Horror Show X

## Emmy Awards
- 1992 : Emmy de l'excellente performance de voix off à
  - Nancy Cartwright pour son rôle de Bart Simpson dans l'épisode Séparés par l'amour (Bart's Friend Falls in Love)
  - Dan Castellaneta pour son rôle d'Homer et Grand-Père Simpson (entre autres) dans l'épisode Le Poney de Lisa (Lisa's Pony)
  - Julie Kavner pour son rôle de Marge Simpson, Patty, Selma et Jacky Bouvier pour l'épisode Vive les mariés (I Married Marge)
  - Jackie Mason pour son rôle dee Rabbi Krustofski dans l'épisode Tel père, tel clown (Like Father, Like Clown)
  - Yeardley Smith pour son rôle de Lisa Simpson dans l'épisode Lisa va à Washington (Mr. Lisa Goes to Washington)
  - Marcia Wallace pour son rôle d'Edna Krapabelle dans l'épisode Bart le tombeur (Bart the Lover)
- 1993 : Emmy de l'excellente performance de voix off à Dan Castellaneta pour son rôle d'Homer Simpson dans l'épisode Monsieur Chasse-neige (Mr. Plow)
- 1995 : Emmy Outstanding Animated Program (For Programming One Hour or Less) à :
  - David Mirkin (producteur délégué)
  - James L. Brooks (producteur délégué)
  - Matt Groening (producteur délégué)
  - Sam Simon (producteur délégué)
  - Jace Richdale (producteur)
  - George Meyer (producteur)
  - J. Michael Mendel (producteur)
  - Greg Daniels (producteur, scénariste)
  - Bill Oakley (producteur)
  - David Sacks (producteur)
  - Josh Weinstein (producteur)
  - Jonathan Collier (producteur)
  - Richard Raynis (producteur)
  - Richard Sakai (producteur)
  - Mike Scully (producteur)
  - David Silverman (producteur)
  - Al Jean (producteur consultant)
  - Mike Reiss (producteur consultat)
  - Phil Roman (producteur exécutif d'animation)
  - Bill Schultz (producteur d'animation)
  - Michael Wolf (producteur d'animation)
  - Jim Reardon (réalisateur)
- 1997 : Emmy de l'excellent programme animé (programmes d'une heure ou moins) pour l'épisode La Phobie d'Homer (Homer's Phobia) à :
  - Bill Oakley (producteur délégué)
  - Josh Weinstein (producteur délégué)
  - Matt Groening (producteur délégué)
  - James L. Brooks (producteur délégué)
  - Sam Simon (producteur délégué)
  - Mike Scully (producteur délégué)
  - George Meyer (producteur délégué)
  - Steve Tompkins (producteur délégué)
  - Phil Roman (producteur exécutif d'animation)
  - Jonathan Collier (producteur)
  - Ken Keeler (producteur)
  - David X. Cohen (producteur)
  - Richard Appel (producteur)
  - J. Michael Mendel (producteur)
  - Richard Raynis (producteur)
  - David Silverman (producteur)
  - Richard Sakai (producteur)
  - Denise Sirkot (producteur)
  - Colin A.B.V. Lewis (producteur)
  - David Mirkin (producteur)
  - Ian Maxtone-Graham (producteur)
  - Dan McGrath (producteur)
  - Bill Schultz (producteur d'animation)
  - Michael Wolf (producteur d'animation)
  - Mike B. Anderson (réalisateur)
  - Ron Hauge (scénariste)
- 1997 : Emmy des excellentes musique et paroles à Alf Clausen (musique) et Ken Keeler (paroles) pour la chanson We Put The Spring In Springfield dans l'épisode Bart chez les dames (Bart After Dark)
- 1998 : Emmy de l'excellent programme animé (programmes d'une heure ou moins) pour l'épisode Vive les éboueurs (Trash of the Titans) à :
  - Mike Scully (producteur délégué)
  - Matt Groening (producteur délégué)
  - James L. Brooks (producteur délégué)
  - Sam Simon (producteur délégué)
  - George Meyer (coproducteur délégué)
  - David X. Cohen (coproducteur délégué)
  - Richard Appel (coproducteur délégué)
  - Dan Greaney
  - Ron Hauge
  - Donick Cary
  - Colin A.B.V. Lewis
  - Bonita Pietila
  - J. Michael Mendel
  - Richard Raynis
  - Richard Sakai
  - Denise Sirkot
  - Ian Maxtone-Graham (producteur consultant, scénariste)
  - David Mirkin (producteur consultant)
  - Jace Richdale (producteur consultant)
  - Bill Oakley (producteur consultant)
  - Josh Weinstein (producteur consultant)
  - Phil Roman (producteur consultant d'animation)
  - Lolee Aries (producteur d'animation)
  - Michael Wolf (producteur d'animation)
  - Brian Scully (coproducteur)
  - Julie Thacker (coproducteur)
  - Jim Reardon (réalisateur)
- 1998 : Emmy des excellentes musique et paroles à Alf Clausen (compositeur) et Ken Keeler (parolier) pour la chanson You're Checkin' In (A Musical Tribute To The Betty Ford Center)
- 1998 : Emmy de l'excellente performance de voix off à Hank Azaria pour son rôle d'Apu
- 2000 : Emmy de l'excellent programme animé (pour programmes d'une heure ou moins) pour l'épisode Derrière les rires (Behind the Laughter) à :
  - Matt Groening (producteur délégué)
  - James L. Brooks (producteur délégué)
  - Al Jean (producteur délégué)
  - Sam Simon (producteur délégué)
  - George Meyer (producteur exécutif, scénariste)
  - Mike Scully (producteur exécutif, scénariste)
  - Dan Greaney (coproducteur délégué)
  - Frank Mula (coproducteur délégué)
  - Ian Maxtone-Graham (coproducteur délégué)
  - Rob LaZebnik (coproducteur délégué)
  - Ron Hauge (coproducteur délégué)
  - Julie Thacker (producteur superviseur)
  - Larina Adamson (producteur superviseur)
  - Bonita Pietila
  - Carolyn Omine
  - Denise Sirkot
  - Don Payne
  - Richard Raynis
  - Richard Sakai
  - Tom Martin
  - John Frink
  - Larry Doyle
  - Matt Selman (producteur, scénariste)
  - Dave Pritchard (producteur exécutif d'animation)
  - Lolee Aries (producteur exécutif d'animation)
  - Michael Wolf (producteur d'animation)
  - Tim Long (scénariste)
  - Jim Reardon (réalisateur superviseur)
  - Mark Kirkland (réalisateur)
- 2001 : Emmy de l'excellent programme animé (pour des programmes de moins d'une heure) pour l'épisode Le Cerveau (Homr) à :
  - James L. Brooks (producteur délégué)
  - Matt Groening (producteur délégué)
  - Mike Scully (producteur délégué)
  - Al Jean (producteur exécutif, scénariste)
  - George Meyer (producteur délégué)
  - Sam Simon (producteur délégué)
  - Ian Maxtone-Graham (coproducteur délégué)
  - Ron Hauge (coproducteur délégué)
  - Dan Greaney (coproducteur délégué)
  - Frank Mula (coproducteur délégué)
  - Rob LaZebnik (coproducteur délégué)
  - Julie Thacker (producteur superviseur)
  - Larina Adamson (producteur superviseur)
  - Larry Doyle (producteur)
  - Tom Martin (producteur)
  - Carolyn Omine (producteur)
  - John Frink (producteur)
  - Don Payne (producteur)
  - Matt Selman (producteur)
  - Tim Long (producteur)
  - Mike Reiss (producteur)
  - Tom Gammill (producteur)
  - Max Pross (producteur)
  - David Mirkin (producteur)
  - Richard Raynis (producteur)
  - Bonita Pietila (producteur)
  - Denise Sirkot (producteur)
  - Richard Sakai (producteur)
  - Jim Reardon (réalisateur superviseur)
  - Mike B. Anderson (réalisateur)
  - John W. Hyde (producteur exécutif d'animation)
  - Jon F. Vein (producteur exécutif d'animation)
  - John Bush (producteur exécutif d'animation)
  - Michael Wolf (producteur d'animation)
  - Laurie Biernacki (producteur d'animation)
- 2001 : Emmy de l'excellente performance de voix off à Hank Azaria pour son rôle de différents personnages dans l'épisode Le Pire Épisode (Worst Episode Ever)
- 2003 : Emmy de l'excellent programme animé (pour programmes de moins d'une heure) pour l'épisode Le Gay Pied (Three Gays Of The Condo) à :
  - James L. Brooks (producteur délégué)
  - Matt Groening (producteur délégué)
  - Al Jean (producteur délégué)
  - Ian Maxtone-Graham (coproducteur exécutif, scénariste)
  - Matt Selman (coproducteur exécutif, scénariste)
  - Dan Greaney (coproducteur délégué)
  - Carolyn Omine (coproducteur délégué)
  - Tim Long (coproducteur délégué)
  - John Frink (coproducteur délégué)
  - Don Payne (coproducteur délégué)
  - Kevin Curran (coproducteur délégué)
  - Dana Gould (coproducteur délégué)
  - Larina Adamson (producteur superviseur)
  - Michael Wolf (producteur superviseur d'animation)
  - Laurie Biernacki (producteur d'animation)
  - Rick Polizzi (producteur d'animation)
  - Matthew Warburton (scénariste)
  - Mark Kirkland (réalisateur)
  - Jim Reardon (réalisateur superviseur)
  - Matthew Faughnan (assistant réalisateur)
  - Milton Gray (minuteur d'animation)
- 2002 : Emmy de l'excellente performance de voix off à Hank Azaria pour différents personnages dans l'épisode Moe, le baby-sitter (Moe Baby Blues)
- 2004 : Emmy de l'excellente performance de voix off à Dan Castellaneta pour différents personnages dans l'épisode Enfin clown (Today I Am A Clown)
- 2005 : Emmy du meilleur programme animé (une heure ou moins) dans l'épisode Future Drama
- 2005 : Emmy de la meilleure musique et meilleures paroles dans l'épisode Krusty chasseur de talents (A Star Is Torn) pour la chanson Always my Dad de Alf Clausen & Carolyn Omine
- 2005 : Emmy de la meilleure composition musicale pour une série (thème dramatique) dans l'épisode Simpson Horror Show XV (Générique de Alf Clausen)
- 2006 : Emmy du meilleur doublage à Kelsey Grammer
- 2006 : Emmy du meilleur programme animé (une heure ou moins) dans l'épisode L’Histoire apparemment sans fin (The Seemingly Neverending Story)
- 2007 : Emmy du meilleur programme animé (une heure ou moins) dans l'épisode Mon meilleur ennemi (The Haw-Hawed Couple)
- 2008 : Emmy du meilleur programme animé (une heure ou moins) dans l'épisode Soupçons (Eternal Moonshine of the Simpson Mind)
- 2008 : Emmy de la meilleure composition musicale pour une série (thème dramatique) dans l'épisode Simpson Horror Show XVIII (Générique de Alf Clausen)
- 2010 : Emmy du meilleur doublage à Anne Hathaway pour son personnage de Prince Pénélope dans l'épisode Il était une fois à Springfield (Once Upon a Time in Springfield)
- 2019 : Emmy du meilleur programme animé (une heure ou moins) dans l'épisode Le Petit Soldat de plomb (Mad About the Toy)

## Environmental Media Awards,États-Unis d'Amérique
- 1991 : EMA Award de la comédie télévisée pour l'épisode Sous le signe du poisson
- 1994 : EMA Award de la comédie télévisée pour l'épisode Mon pote l'éléphant
- 1996 : EMA Award de la comédie télévisée pour l'épisode Lisa la végétarienne
- 2000 : EMA Award de la comédie télévisée pour l'épisode Mel Gibson les cloches
- 2001 : EMA Award, Prix du comité de direction pour ses engagements en faveur de l'environnement à Lisa Simpson
- 2002 : EMA Award de la comédie télévisée pour l'épisode Un homme et deux femmes
- 2003 : EMA Award de la comédie télévisée pour l'épisode La Guerre pour les étoiles
- 2006 : EMA Award de la comédie télévisée pour l'épisode Ma femme s'appelle reviens

## GLAAD Media Awards
- 1998 : GLAAD Media Award de l'excellent épisode individuel télévisé pour l'épisode La Phobie d'Homer (Homer's Phobia)

## Kids' Choice Award
- 1991: Meilleur émission de télévision au monde[1]
- 2002 : Meilleur série d'animation au monde[2]

## Teen Choice Awards
- 2007 : Meilleur série d'animation aux États-Unis[3]
- 2011 : Meilleur série d'animation aux États-Unis[4]
- 2012 : Meilleur série d'animation aux États-Unis[5]
- 2013 : Meilleur série d'animation aux États-Unis[6]
- 2014 : Meilleur série d'animation aux États-Unis[7]

## Motion Picture Sound Editors,États-Unis d'Amérique
- 1998 : Golden Reel Award de la meilleure bande son, catégorie spécials animation télévisée pour l'épisode Simpson Horror Show VIII à :
  - Robert Mackston (éditeur superviseur du son)
  - Travis Powers (éditeur superviseur du son, perchman éditeur et mixeur)
  - Norm MacLeod (éditeur effets sonores)
  - Terry Greene (éditeur effets sonores)

## National Music Awards,Royaume-Uni
- 2002 : National Music Award du thème télévisé préféré

## Ottawa International Animation Festival
- 1996 : Grand Prize de la meilleure production télévisée à Tim Johnson pour l'épisode Simpson Horror Show VI, chapitre Homer³

## Peabody Awards
- 1997 : Peabody Award pour « avoir offert une exceptionnelle animation et une satire sociale cuisante, deux produits rares dans la production télévision actuelle »

## People's Choice Awards
- 2007 : People's Choice Award de la meilleure série d'animation
- 2011 : People's Choice Award de la meilleure série familiale

## TP de Oro,Espagne
- 2002 : TP de Oro de la meilleure série d'animation
- 2003 : TP de Oro de la meilleure série d'animation
- 2004 : TP de Oro de la meilleure série d'animation
- 2005 : TP de Oro de la meilleure série d'animation

## Television Critics Association Awards
- 1990 : TCA Award de l'excellent achèvement, catégorie comédie
- 2002 : Heritage Award

## Walk of Fame
- 2000 : Star on the Walk of Fame pour les personnages des Simpson, le 14 janvier 2000, au 7021, Hollywood Boulevard

## World Animation Celebration
- 1997 : WAC Winner du meilleur producteur d'animation spécial télévisé pour l'épisode Simpson Horror Show VI
- 1998 : WAC Winner
  - de la meilleure production animée en soirée à Bill Dailey et Josh Weinstein pour l'épisode 22 courts-métrages sur Springfield (22 Short Films About Springfield)
  - du meilleur réalisateur de série de soirée à Mike B. Anderson pour l'épisode La Phobie d'Homer (Homer's Phobia)

## Writers Guild of America,États-Unis d'Amérique
- 2004 : WGA Award (TV) Animation à Matt Selman pour l'épisode Pour l'amour de Lisa (The Dad Who Knew Too Little)
- 2005 : WGA Award (TV) Animation à Ian Maxtone-Graham pour l'épisode Attrapez-nous si vous pouvez (Catch 'Em If You Can)
- 2006 : WGA Award (TV) Animation à Michael Price pour l'épisode Maman de bar (Mommie Beerest)
- 2019 : WGA Award (TV) Animation à Stephanie Gillis pour l'épisode Bart n'est pas mort (Bart's Not Dead)

## Saturn Award
- 1993 : Grande série télévisée du moment

## Young Artist Awards
- 2002 : Young Artist Award de la meilleure série télévisée familiale - Comédie
- 2004 : Young Artist Award de la meilleure série télévisée familiale - Comédie
- 2004 : Young Artist Award des plus populaires maman et papa de série télévisée à Julie Kavner et Dan Castellaneta